# Carlos Eloir Perucci
Carlos Eloir Peruci Riveiro (Paranha, Brasil; 20 de mayo de 1951-26 de septiembre de 2017) fue un futbolista brasileño y es uno de los máximos goleadores que ha venido a México.
Con 199 goles marcados durante sus doce años en México (incluidas las Liguillas), es noveno en la tabla general de goleadores más exitosos de la liga mexicana.
El hecho de que nunca ganó el título de máximo goleador se debe principalmente a que jugó su compatriota "Cabinho" casi al mismo tiempo que él, entre 1975 y 1985 y se coronó máximo goleador ocho veces.

## Trayectoria
Comenzó su carrera en el departamento juvenil del Atlético Paranaense y llegó a México siendo comprado por $13,000 dólares antes de la temporada 1972-73, donde estuvo bajo contrato con el CF Laguna durante los siguientes cinco años.
Luego se trasladó a los "Toros" del Atlético Español, donde, con la excepción de un breve descanso en la primavera de 1980, cuando trabajaba para Houston Hurricane, que pronto se disolvió, estuvo bajo contrato por los siguientes cuatro años.
En 1981 dejó a los "españoles" y lo contrató el Cruz Azul, para quien jugó tres temporadas antes de terminar su carrera en la primavera de 1984.

## Clubes
| Club              | País           | Año       |
| ----------------- | -------------- | --------- |
| Laguna            | México         | 1972-1977 |
| Atlético Español  | México         | 1977-1980 |
| Houston Hurricane | Estados Unidos | 1980      |
| Atlético Español  | México         | 1981      |
| Cruz Azul         | México         | 1981-1985 |